# Szabó Hajnal
Szabó Hajnal, született Incze (Barót, 1920. augusztus 13. – Kolozsvár, 2017. március 1. előtt) erdélyi magyar tankönyvíró, szerkesztő, Szabó Árpád  felesége.

## Életútja, munkássága
A Bolyai Tudományegyetemen 1945-ben szerzett német–magyar szakos tanári diplomát, majd egészen nyugdíjazásáig (1976) kolozsvári középiskolákban tanított, s 1963-tól a BBTE tanártovábbképző intézete kötelékében a magyar szakos tanárjelöltek gyakorlati képzését irányította.
Számos tankönyve és emellett több tanári oktatási segédkönyve jelent meg: A magyar nyelvtan tanításának módszertana (Kuszálik Piroskával, Bukarest, 1968); Kézikönyv az általános iskolákban tanító magyar tanárok számára (Kuszálik Piroskával, Bukarest, 1972); A helyesírás tanítása (Debreczy Sándorral, Bukarest, 1973); Tanári kézikönyv a helyesírás fejlesztésére (Bukarest, é. n.). Antal Péterrel és Kuszálik Piroskával társszerzője volt a IX. osztályos Magyar nyelv és irodalom (Bukarest, 1965) és az Irodalmi szöveggyűjtemény (Bukarest, 1967) c. tankönyveknek.